# Royal Philharmonic Orchestra
The Royal Philharmonic Orchestra (RPO) (pol. Królewska Orkiestra Filharmoniczna) – jedna z najbardziej prestiżowych brytyjskich orkiestr z siedzibą w Londynie, czasami nazywana „brytyjską orkiestrą narodową”.
Została założona w 1946 roku przez sir Thomasa Beechama. Od 2004 roku siedzibą orkiestry jest Cadogan Hall w Chelsea, w Londynie.
W latach 2007–2014 głównym dyrygentem zastępczym RPO (Principal Associate Conductor) był Grzegorz Nowak. Od 1 stycznia 2015 roku pełni on funkcję dożywotniego dyrygenta gościnnego tej orkiestry (Permanent Associate Coductor). 

## Główni dyrygenci / dyrektorzy muzyczni
- Thomas Beecham (1946–1961)
- Rudolf Kempe (1962–1975)
- Antal Doráti (1975–1978)
- Walter Weller (1980–1985)[4]
- André Previn (1985–1992)
- Vladimir Ashkenazy (1987–1994)
- Daniele Gatti (1996–2009)
- Charles Dutoit (2009–2018)
- Wasilij Pietrienko (od 2021)[5]